# Дахия, Ниша
Ниша Дахия (англ. Nisha Dahiya; род. 1998) — индийская спортсменка, борец вольного стиля, призёр чемпионата Азии.

## Карьера
В начале ноября 2021 года на чемпионате мира до 23 лет в Белграде она стала бронзовым призёром, одолев в схватке за 3 место Эльму Зейдлере из Латвии. В середине сентября 2022 года в Белграде на чемпионате мира она уступила в схватке за бронзовую медаль Линде Мораис из Канады, заняв итоговое 5 место. 11 апреля 2023 года она дошла до финала чемпионата Азии в Астане, в котором на туше проиграла Ами Исии из Японии. В мае 2024 года в Стамбуле она участвовала в мировом квалификационном турнире, где ей удалось завоевать лицензию для Индии на Олимпийские игры в Париже.

## Интересные факты
В ноябре 2021 года в СМИ появилась новость о том, что Дахия была убита, но это был другой человек с такий же именем.

## Достижения
- Чемпионат мира по борьбе среди спортсменов до 23 лет 2021 — ;
- Чемпионат Азии по борьбе 2023 — ;